# (12539) Chaikin
(12539) Chaikin est un astéroïde de la ceinture principale.

## Description
(12539) Chaikin est un astéroïde de la ceinture principale. Il fut découvert le 16 juillet 1998 à Kitt Peak par le projet Spacewatch. Il présente une orbite caractérisée par un demi-grand axe de 2,74 UA, une excentricité de 0,06 et une inclinaison de 3,7° par rapport à l'écliptique.

## Compléments